# 서헌순
서헌순(徐憲淳, 1801년 ~ 1868년)은 조선 후기의 문신이다. 본관은 대구, 자는 치장(穉章), 호는 석운(石耘), 시호는 효문(孝文)이다. 할아버지는 참봉 통훈대부 서유후(徐有後)이고, 아버지는 진사 서기보(徐基輔)이며, 어머니는 박종신(朴宗臣)의 딸인 반남 박씨(潘南朴氏)이다.

## 생애
서헌순은 1822년(순조 22년)에 진사(進士)에 합격을했고, 1829년(순조 29년)에는 정시문과(庭試文科)에 병과(丙科)로 급제하였다. 1844년(헌종 10년)-1850년(철종 1년) 사이에 성균관 대사성(大司成 - 정3품)을 역임하여, 사은부사(謝恩副使)로 청나라에 갔다왔다. 1850년부터 1862년까지 전라도관찰사(全羅道觀察使 - 종2품), 호군(護軍 - 정4품), 형조판서(刑曹判書 - 정2품), 공조판서(工曹判書 - 정2품), 사헌부대사헌(司憲府大司憲 - 종2품), 한성부판윤(漢城府判尹 - 정2품)과 사은정사(謝恩正使) 관직을 지냈다.
경상도관찰사(慶尙道觀察使)로된 후, 20죄인들을 의정부의 지시방침에 따라 처벌하고 처형하였다. 그 다음에는 판의금부사(判義禁府事 - 종1품)와 예문관제학을 지냈다. 그는 이조판서(吏曹判書 - 정2품)를 제수하였으나 병 때문에 관직을 사양하였다.

## 가족 관계
- 할아버지: 서유후(徐有後)
  - 아버지 : 서기보(徐基輔)
  - 어머니 : 박종신의 딸